# Robinson (Texas)
Robinson é uma cidade localizada no estado norte-americano de Texas, no Condado de McLennan.

## Demografia
Segundo o censo norte-americano de 2000, a sua população era de 7845 habitantes.
Em 2006, foi estimada uma população de 9716, um aumento de 1871 (23.8%).

## Geografia
De acordo com o United States Census Bureau tem uma área de
81,7 km², dos quais 81,7 km² cobertos por terra e 0,0 km² cobertos por água. Robinson localiza-se a aproximadamente 151 m acima do nível do mar.

## Localidades na vizinhança
O diagrama seguinte representa as localidades num raio de 12 km ao redor de Robinson.